# Spatularia brunoniana
Spatularia brunoniana là một loài thực vật có hoa trong họ Saxifragaceae. Loài này được (Bong.) Small miêu tả khoa học đầu tiên năm 1905.